# Marshall Eriksen
Marshall Eriksen je fiktivní postava z amerického seriálu How I Met Your Mother, kterou vytvořili Carter Bays a Craig Thomas. Marshalla ztvárnil americký herec Jason Segel.

## Charakteristika postavy
Marshall je bezstarostný a naivní optimista, který pochází ze St. Cloud v Minnesotě. Na začátku seriálu bydlí se svým nejlepším kamarádem Tedem Mosbym a se svou dlouholetou přítelkyní Lily Aldrin; tu v pilotní epizodě požádá o ruku, což Teda přiměje k myšlence také se usadit, mít rodinu a hlavně najít ženu svého srdce.

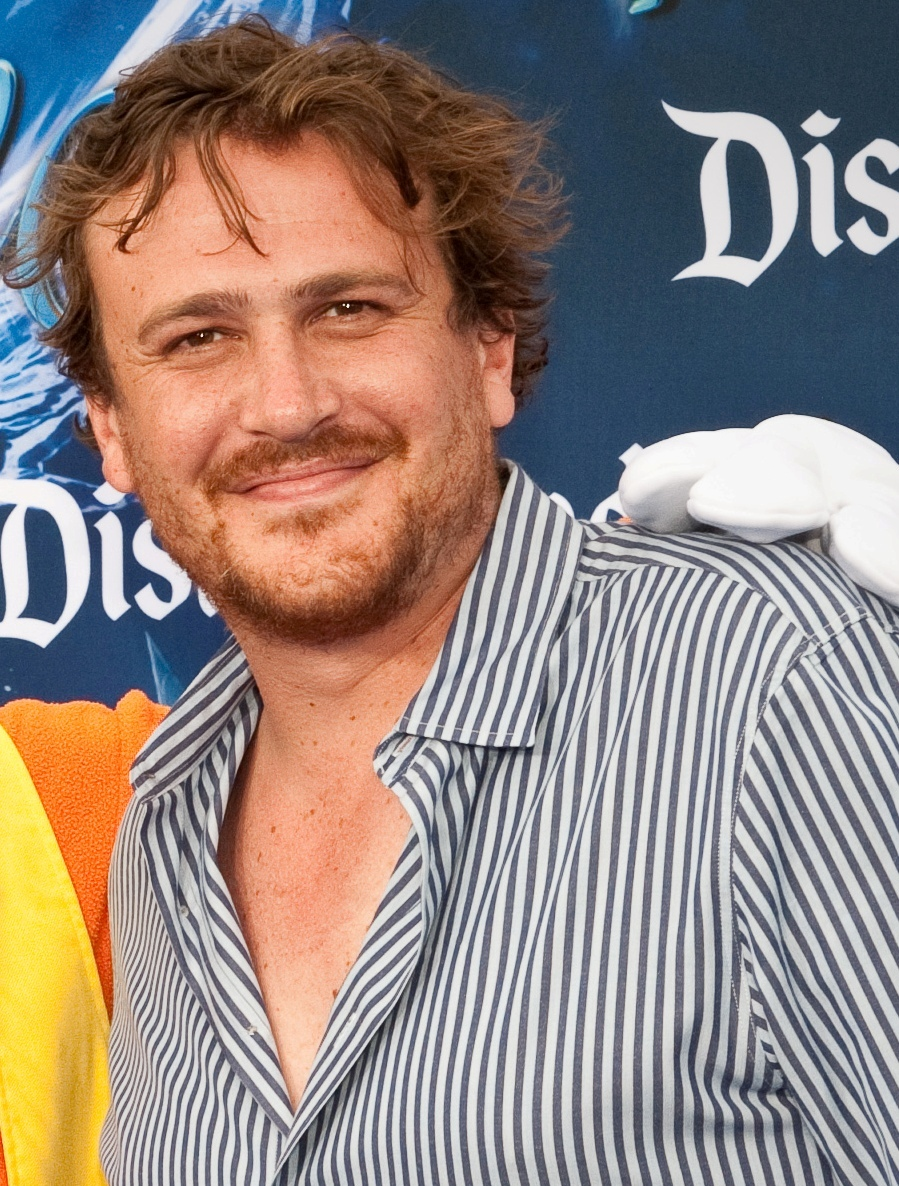
Jason Segel jako Marshall Eriksen.

Marshall se narodil v roce 1978 a je skandinávského původu. Potkal Teda a Lily během svého prvního ročníku na Wesleyan University. Přesto, že měří 193 cm, je nejmenším mužským členem jeho rodiny. Stane se právníkem, protože se zajímá o zákony k záchraně životního prostředí. Nakonec začal pracovat v advokátní kanceláři. Později přijal místo ve společnosti Goliath National Bank (GNB), kde pracuje i Barney Stinson.
S Lily mají pevný a láskyplný vztah, který byl ale v historii seriálu několikrát zkoušen. V epizodě "Come On", když plánovali svatbu, mu Lily oznamuje, že odjíždí na malířský kurz do San Franciska, aby zjistila, kdo skutečně je a rozchází se. Marshall je zdrcen a stráví několik příštích měsíců v hluboké depresi. Když se Lily vrátí do New Yorku a žádá ho o odpuštění a obnovení jejich vztahu, Marshallova pýcha je stále dotčena. Nakonec v epizodě „Swarley“ svůj vztah a zasnoubení obnoví a v poslední epizodě s názvem „Something Blue“ se (i přes komplikace) vezmou.
Marshall je fascinován paranormálními jevy, zvláště Yettim a Lochnesskou příšerou, o kterých tvrdí a věří, že jsou skuteční. Umí velmi dobře hrát na klavír, což vidíme v epizodě "Slapsgiving", kde zpívá písničku, poté co dal facku Barneymu. V epizodě "Sweet Taste of Liberty", lže, když tvrdí, že nikdy nebyl účastníkem žádné bitky a nikdy předtím nebojoval, je ale dobrým a vytrvalým bojovníkem, protože má zkušenosti z brutálních rvaček se svými bratry, což je ukázáno v epizodě "The Fight“. Marhsall si myslí že nejstarším povoláním je rybaření.
V epizodě "Last Cigarette Ever" je prozrazeno, že s Lily budou mít v budoucnosti syna. Na začátku roku 2011 poté, co zjistí, že jsou s Lily schopni mít dítě, tak se Marshall dozví, že jeho otec měl infarkt a zemřel.
V poslední epizodě šesté série Lily oznamuje Marshallovi, že je těhotná.
Na konci sedmé série se Lily narodí kluk, kterého pojmenují po Marshallově zesnulém otci Marvinovi.